# Tercie (hudba)
Tercie (z lat. tertius – třetí) je hudební interval mezi prvním a třetím tónem diatonické stupnice, v rovnoměrně temperovaném ladění obsahuje buď tři půltóny (malá tercie) nebo čtyři půltóny (velká tercie). Obě tercie se od konce středověku považují za konsonantní intervaly.

## Malá tercie
Malá tercie se nachází mimo jiné mezi 1. a 3. tónem každé mollové stupnice (např. mezi A – C v a moll) a je pro tuto stupnici charakteristická, proto se také někdy označuje jako „mollová tercie“.
V čistém ladění má malá tercie hodnotu nejčastěji 6:5 (přibližně 316 centů), i když se zřídka používají i jiné hodnoty – 7:6 nebo 13:11.
V pythagorejském ladění má malá tercie hodnotu 32:27 (v tomto ladění zní velice disonantně – 294,1 centu).
Ve středotónovém ladění má malá tercie hodnotu {\displaystyle 4:{\sqrt[{4}]{5^{3}}}} (310,3 centu)
V rovnoměrně temperovaném ladění má hodnotu 21/4:1 (přesně 300 centů), je tedy o něco užší než čistá malá tercie.

## Velká tercie
Velká tercie se nachází mimo jiné mezi 1. a 3. tónem každé durové stupnice (např. mezi C – E v C dur) a je pro tuto stupnici charakteristická (podobně jako malá tercie pro mollovou stupnici), proto se také někdy označuje jako „durová tercie“.
V čistém a středotónovém ladění má velká tercie hodnotu 5:4 (přibližně 386 centů).
V pythagorejském ladění má velká tercie hodnotu 81:64 (v tomto ladění zní, stejně jako malá tercie, velice disonantně – 407,8 centu).
V rovnoměrně temperovaném ladění má hodnotu 21/3:1 (přesně 400 centů), je tedy o něco širší než čistá velká tercie.